# إي آيه سالت ليك
إي آيه سالت ليك (بالإنجليزية: EA Salt Lake)‏ هي شركة أمريكية مطورة لألعاب الفيديو وتابعة لـ إلكترونيك آرتس ، تأسست عام 1992.

## المنتجات
- العراب
- سيمز 3: حياة الجامعة